# Kasematten der Stadt Luxemburg

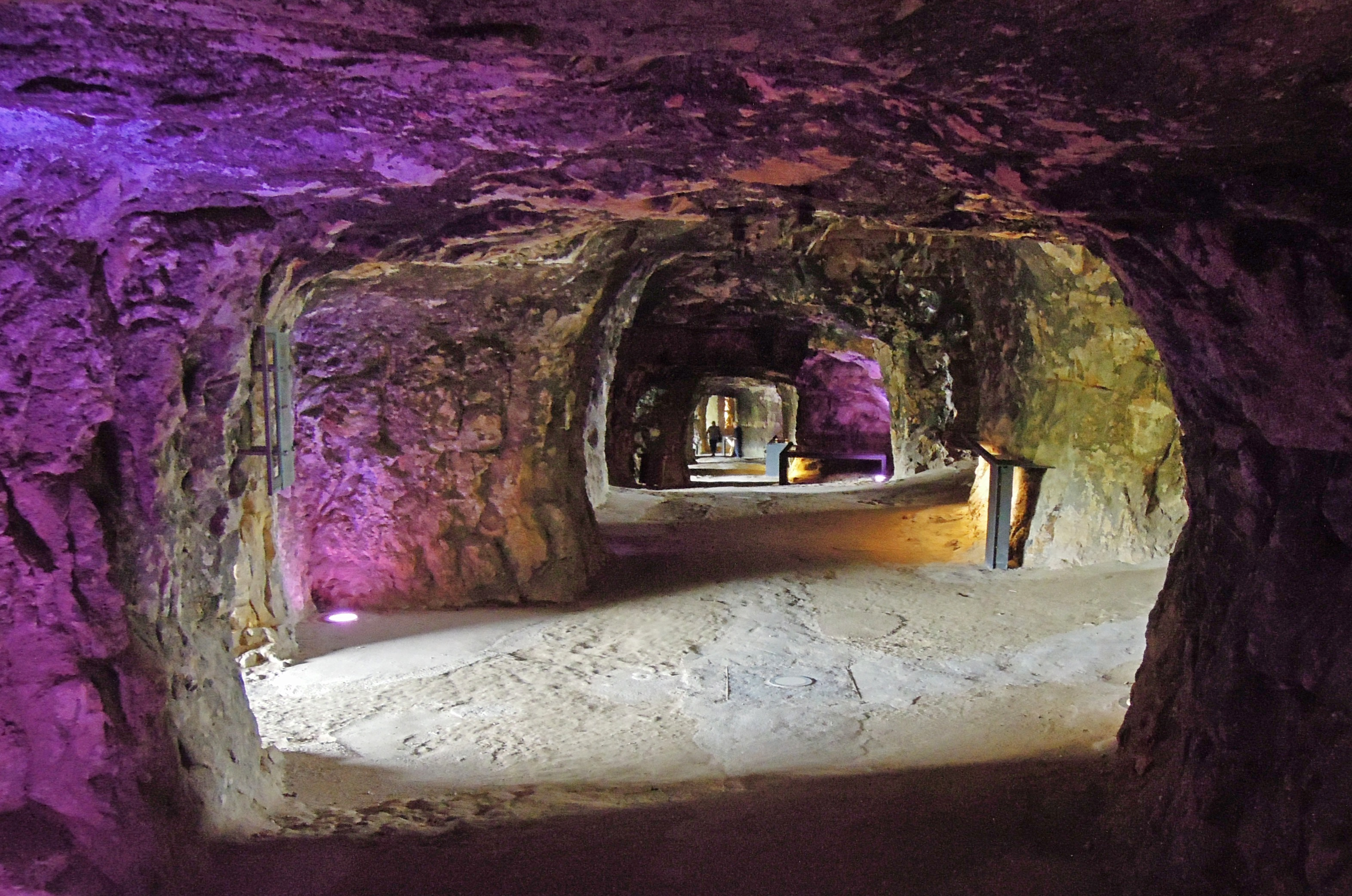
Bock-Kasematten unter dem Bockfelsen in Luxemburg

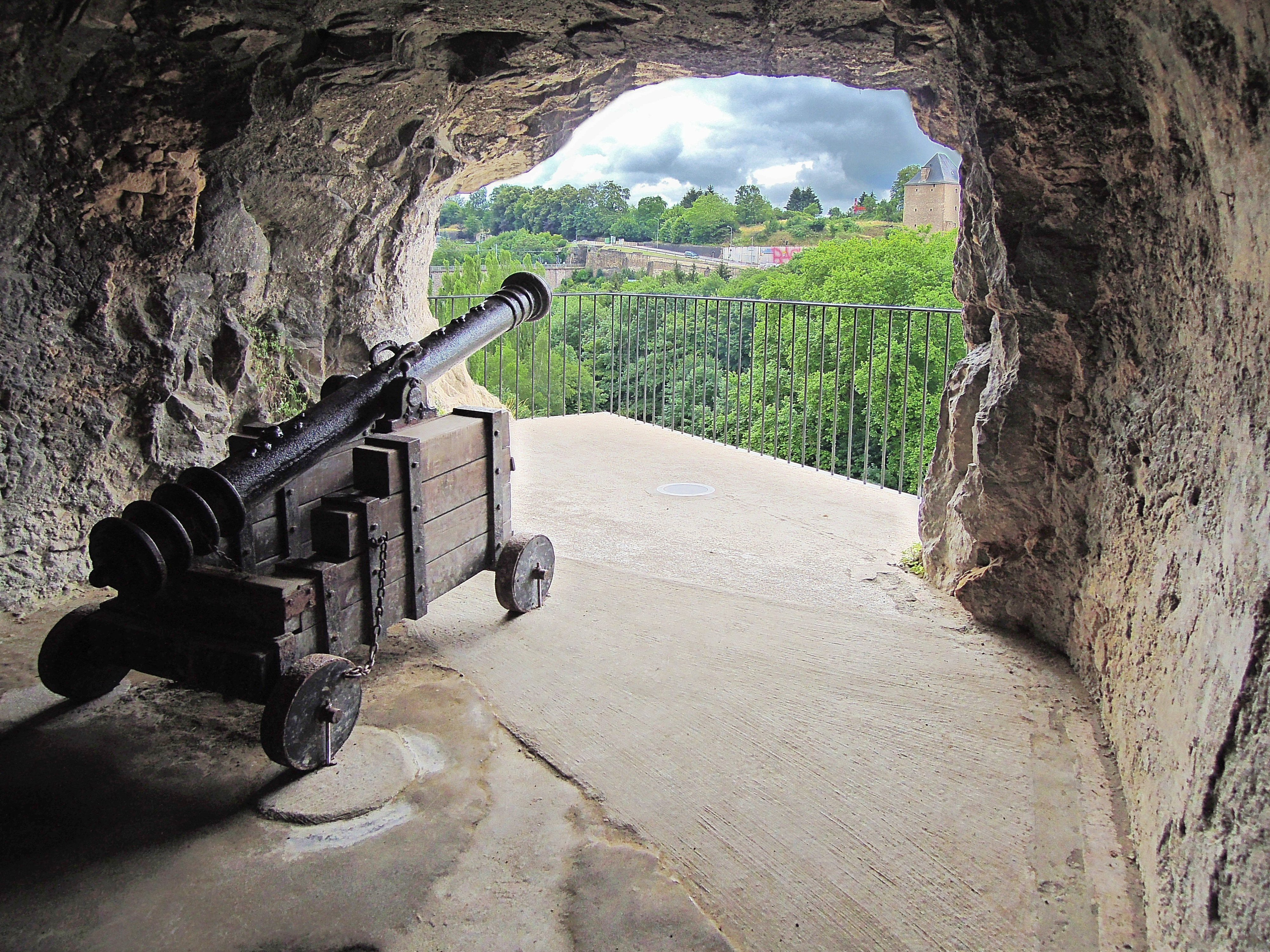
Kanone in den Bock-Kasematten

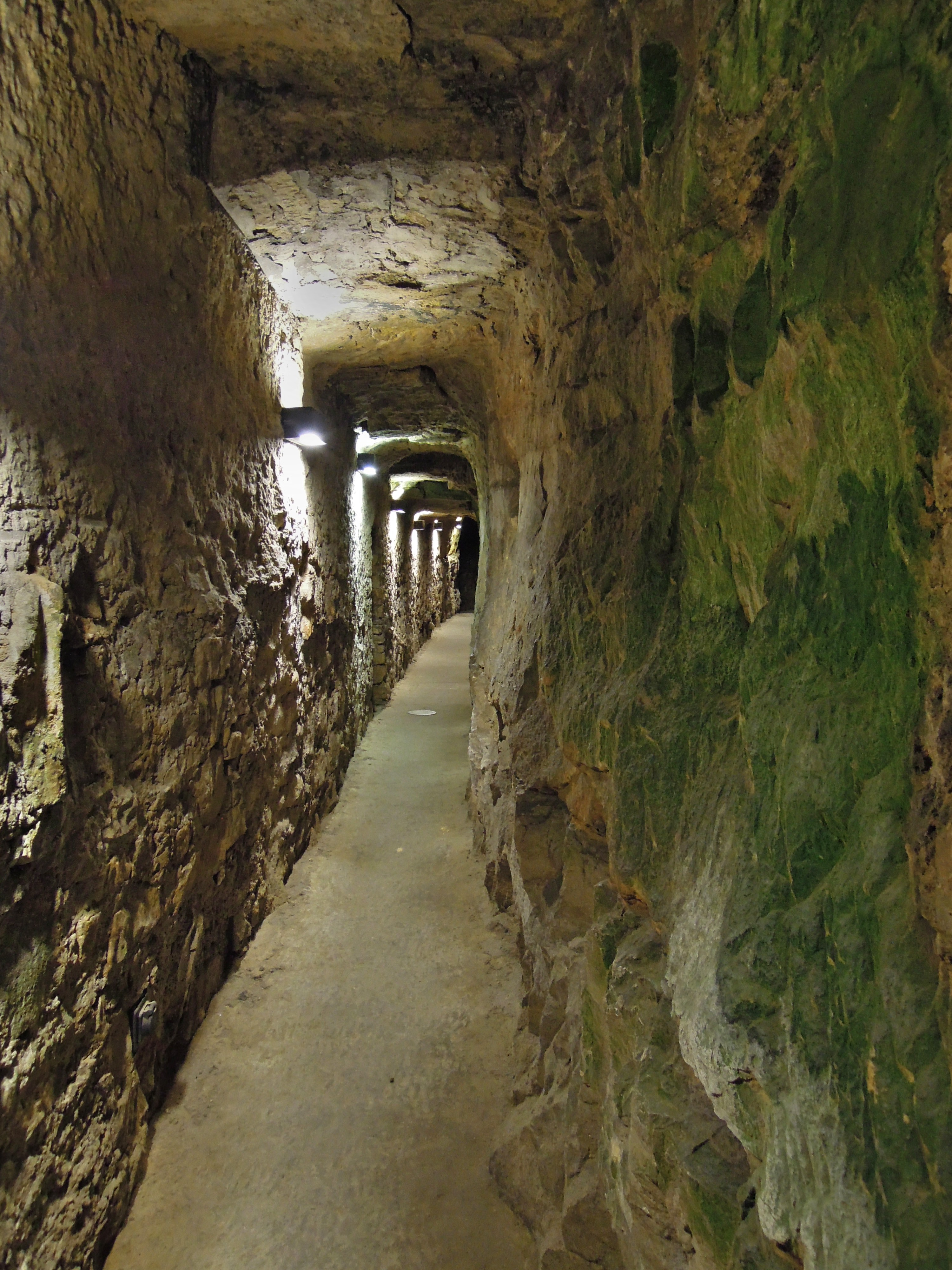
Unterirdische Gänge

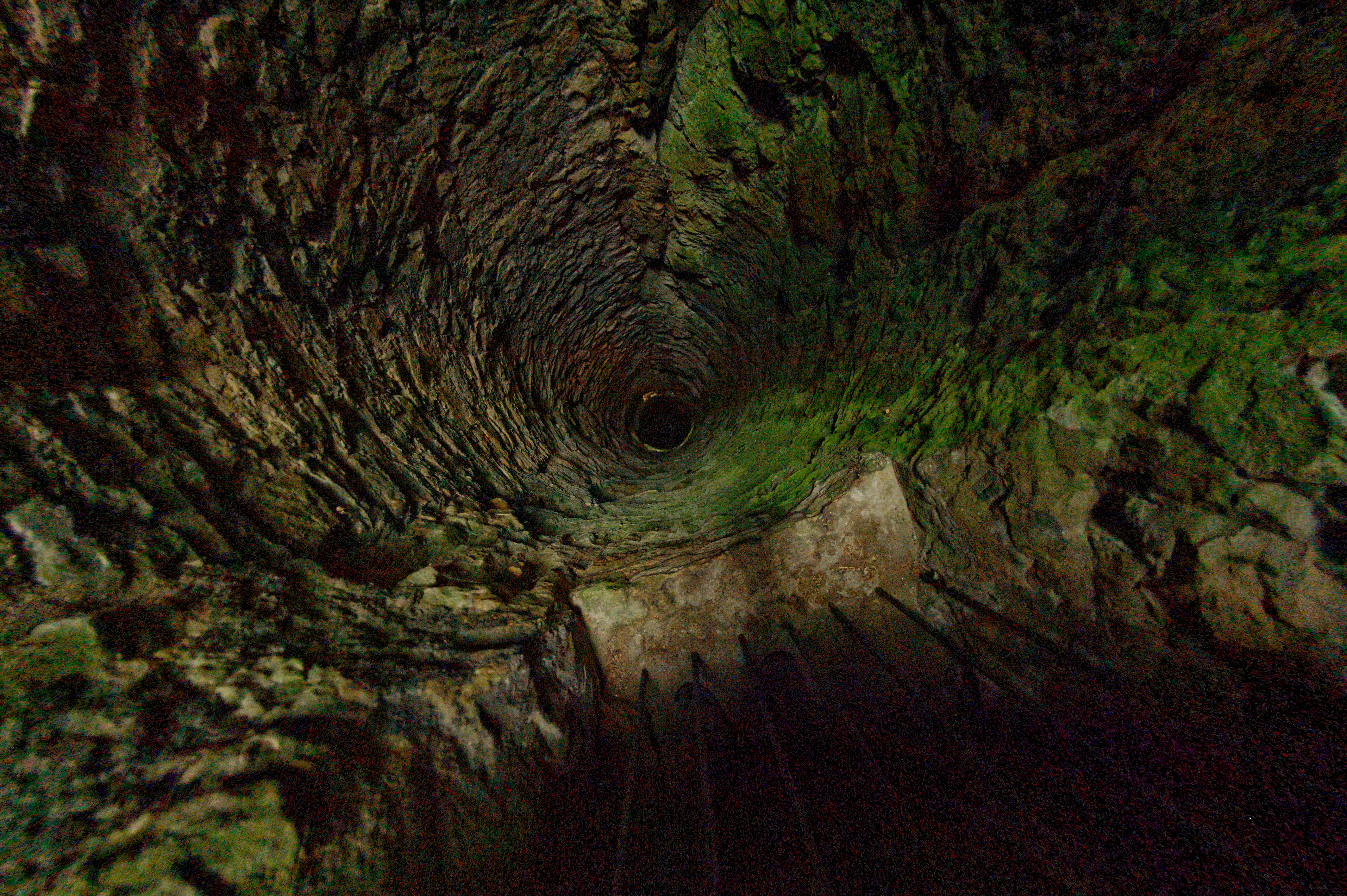
Brunnen in den Kasematten, 46 Meter tief

Die Kasematten der Stadt Luxemburg sind in den Felsen gehauene Höhlen und Gänge, die ab dem 17. Jahrhundert zu Verteidigungszwecken angelegt wurden und ursprünglich ein Teil der Festung Luxemburg waren.

## Geschichte
Die ersten Kasematten der Stadt entstanden zur Zeit der spanischen Fremdherrschaft im Jahr 1644. Vierzig Jahre später ließ der französische Militäringenieur und Festungsbauer Vauban sie weiter ausbauen. Er gab dem Teil der Kasematten, der unter dem Namen Petruss-Kasematten (Name nach dem unten fließenden Flüsschen Petruss) bekannt ist, seine heutige Form. 1745 erfolgte ein weiterer Ausbau der unterirdischen Anlage, diesmal unter der Herrschaft der Österreicher. Der als Bock-Kasematten bezeichnete Teil wurde im Bockfelsen angelegt und hatte eine Länge von 110 m bei nur 7 m Breite. Die Gesamtlänge der Kasematten betrug ehemals 23 km, wobei das Verteidigungssystem über mehrere Etagen angelegt war und einige Gänge bis zu 40 m Tiefe erreichten. Alleine in den Bock-Kasematten waren rund 1.200 Soldaten mit 50 Kanonen stationiert. Angesichts dieses Festungswerks erhielt Luxemburg den Beinamen „Gibraltar des Nordens“.
Im Ersten Koalitionskrieg (1792–1797) residierte während der acht Monate langen Belagerung Luxemburgs der habsburgische Feldmarschall Blasius Columban von Bender bis zu seiner Kapitulation in den Räumen der Bock-Kasematten. Nachdem Luxemburg auf der Londoner Konferenz 1867 für neutral erklärt worden war, wurde die gesamte Festung der Stadt evakuiert und geschleift. Die Abrissarbeiten dauerten 16 Jahre lang, wobei auch die Kasematten nicht verschont blieben. Von den ursprünglichen 23 km langen Gängen blieben 17 km erhalten. Eine Zerstörung der gesamten Anlage hätte die Siedlungsstruktur der Stadt in Mitleidenschaft gezogen. Nach Abbruch der Festungsanlage wurden die Schießscharten und die Eingänge verschlossen. Später nutzte die Sankt-Sebastian-Bruderschaft einen Teil der Anlage für ihre Schießübungen mit dem Bogen und ein Gärtner die kühlen und dunklen Höhlen für seine Pilzzucht.
Im Jahr 1903 wurden die Petruss-Kasematten gänzlich geschlossen, 1933 jedoch der Öffentlichkeit wieder zugänglich gemacht. Während der beiden Weltkriege dienten die unterirdischen Gänge der luxemburgischen Bevölkerung als Schutzbunker vor Bombenangriffen; bis zu 35.000 Personen konnten so Schutz finden.
Die Archive der Stadt besitzen über 1300 Karten und Pläne der gesamten Festungsanlage und einige Häuser weisen im Keller noch immer einen Zugang zu Teilen der Kasematten auf.

## Heutige Nutzung
Die Kasematten stellen eine der wichtigsten Sehenswürdigkeiten der Stadt Luxemburg dar. Über 100.000 Besucher besichtigen die unterirdische ehemalige Verteidigungsanlage jedes Jahr. Die Gänge werden beleuchtet und Fachkräfte machen Touristen aus aller Welt in geführten Rundgängen mit der Geschichte der Anlagen vertraut. Seit 1994 stehen die Festungsanlage samt der Altstadt von Luxemburg auf der Liste des Welterbes der UNESCO.

## Straßennamen
Zahlreiche Straßen in und um die Stadt Luxemburg tragen Namen, die unmittelbar oder mittelbar mit den hier befindlichen Festungen und Verteidigungsanlagen zu tun haben bzw. hatten. So z. B. die Rue Jean-Pierre Koltz im Luxemburger Stadtteil Hollerich, die an Jean-Pierre „Jemmy“ Koltz erinnert, der viel seiner Lebenszeit der Erforschung der Festungsgeschichte gewidmet hatte und dem es zu verdanken ist, dass die Bock- und Petruss-Kasematten erschlossen und im Jahr 1933 für die Öffentlichkeit zugänglich gemacht wurden.